# صدأ الساق
صدأ الساق أو الصدأ الأسود أو سُحام الزرع أو مَرَق الزرع (بالإنجليزية: Stem rust)‏ الاسم العلمي (PUCCINIA graminis) وهو مرض فطري من مجموعة صدأ الحبوب يصيب بعض المحاصيل الزراعية مثل القمح والشعير والشيلم ويسببه فطر (باللاتينية: Puccinia graminis).

## الأشكال الخاصة
الشكل الخاص للسلالة هو تصنيف تحت رتبة النوع لفطر يختص بنبات معين. من الأشكال الخاصة لهذا الفطر:
- (باللاتينية: Puccinia graminis f. sp. tritici) يصيب القمح والشعير.
- (باللاتينية: Puccinia graminis f. sp. avenae) يصيب الشوفان.
- (باللاتينية: Puccinia graminis f. sp. secalis) يصيب الشيلم والشعير.
- (باللاتينية: Puccinia graminis f. sp. dactylis) يصيب الإصبعية.
- (باللاتينية: Puccinia graminis f. sp. lolii) يصيب الزوان.
- (باللاتينية: Puccinia graminis f. sp. poae) يصيب القبأ.

من سلالات هذا الفطر أوغندا 99 (بالإنجليزية: Ug99)‏ الذي انتشر في الوطن العربي ابتداءً من عام 2007 حيث ظهر في السودان، ومن ثم انتشر إلى اليمن وسورية والعراق، وأصبح يعد من أخطر آفات القمح.
يتطلب حدوث الإصابة بمسببات أمراض الصدأ توفر الرطوبة العالية وتواجد طبقة خفيفة من الماء الحر على سطح النبات (لإنبات الجرثومة ودخول أنبوب العدوى إلى النسيج النباتي) ويساعد على ذلك وجود الندى أثناء الليل وفي الصباح الباكر. تلعب درجة الحرارة دوراً مهماً في حدوث الإصابة وتطورها، وتناسب صدأ الساق درجات حرارة من 25 إلى 35 م.

## أعراض الإصابة
تحدث وتظهر الإصابة على كل الأجزاء الخضرية من النبات (أوراق – أغماد – سنابل – قنابع – سفا) ويحدث معظم الضرر نتيجة إصابة الساق ولذلك يسمى بصدأ الساق.
ينتج الفطر بثرات مسحوقية مرتفعة قليلاً عن سطح الورقة، عند ملامستها تترك أثراً في اليد على شكل مسحوق بني داكن. البثرات مبعثرة ليس لها شكل منتظم.

## وصلات خارجية
- موقع منظمة الأغذية والزراعة (الفاو) لمراقبة انتشار الصدأ